# Transconductancia

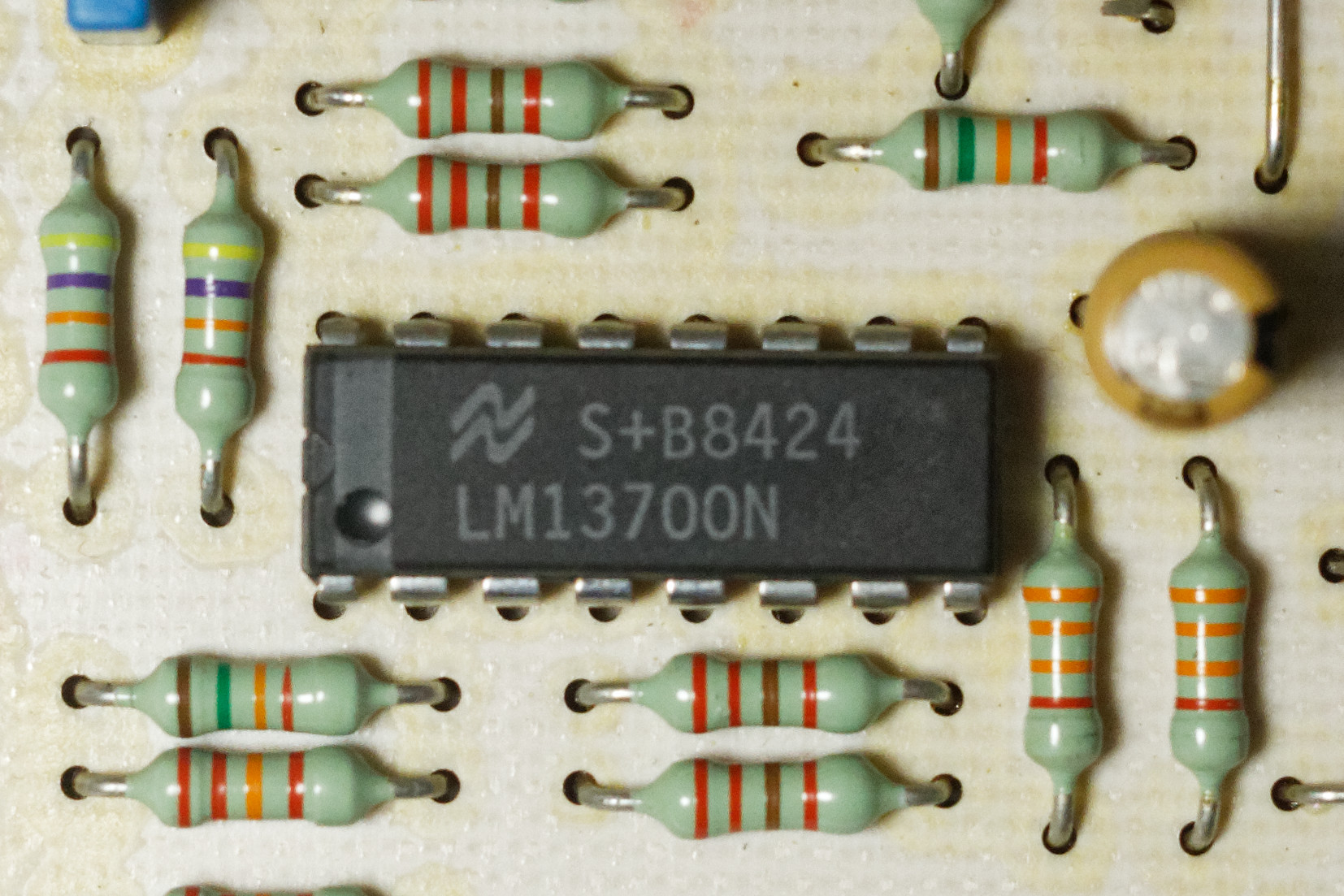
Pletina de casete Revox B215 - PCB de grabación. Aquí se muestra uno de los muchos amplificadores operacionales de transconductancia

La transconductancia (por conductancia de transferencia), también llamada a veces conductancia mutua, es la característica eléctrica que relaciona la corriente de salida de un dispositivo con la tensión en la entrada del mismo. La conductancia es el recíproco de la resistencia.
La transadmitancia (o admitancia de transferencia) es el equivalente en CA de la transconductancia. 

## Definición
La transconductancia se denota muy a menudo como una conductancia, gm, con el subíndice m (por mutual). Se define de la siguiente manera:
{\displaystyle g_{m}={\frac {\Delta I_{\text{out}}}{\Delta V_{\text{in}}}}}
Para la corriente alterna de pequeña señal, la definición es más simple:
{\displaystyle g_{m}={\frac {i_{\text{out}}}{v_{\text{in}}}}}
La unidad SI es siemens (1 S = 1 amperio por voltio) la cual sustituyó a la antigua unidad de conductancia, con la misma definición, el mho (ohm escrito al revés), símbolo, ℧.

## Transresistencias
La transresistencia (por resistencia de transferencia), también llamada a veces resistencia mutua, es el dual de la transconductancia. Se refiere a la relación entre un cambio de voltaje en dos puntos de salida y un cambio de corriente a través de dos puntos de entrada, y se anota como rm:
{\displaystyle r_{m}={\frac {\Delta V_{\text{out}}}{\Delta I_{\text{in}}}}}
La unidad SI para la resistencia es el ohmio, como en la resistencia.
La transimpedancia (o impedancia de transferencia) es el equivalente en CA de la transistancia, y es el dual de la transadmitancia.

## Dispositivos

### Válvula termoiónica
Para las válvulas termoiónicas, la transconductancia se define como el cambio en la corriente de la placa (ánodo) dividida por el cambio correspondiente en el voltaje entre grilla y cátodo, con una tensión entre placa (ánodo) y cátodo constante. Los valores típicos de gm para una válvula termoiónica de señal pequeña son de 1 a 10 milisiemens.  Es una de las tres constantes características de una válvula termoiónica, siendo las otras dos su ganancia μ (mu) y su resistencia de placa rp or ra. La ecuación Van der Bijl define su relación como sigue:
{\displaystyle g_{m}={\frac {\mu }{r_{p}}}}

### Transductores de efecto de campo
De manera similar, en transistores de efecto de campo, y MOSFETs en particular, la transconductancia es el cambio en la corriente de drenaje dividido por un pequeño cambio en el voltaje entre puerta y fuente con un voltaje de drenaje/fuente constante. Los valores típicos de gm para un transistor de efecto de campo de señal pequeña son de 1 a 30 milisiemens.
Usando el modelo de Shichman-Hodges, la transconductancia para el MOSFET puede expresarse como (véase el artículo MOSFET):
{\displaystyle g_{m}={\frac {2I_{D}}{V_{\text{OV}}}}}
donde ID es la corriente de drenaje de CC en el punto de polarización, y VOV es la tensión de sobrecarga, que es la diferencia entre la tensión de la fuente de la puerta del punto de polarización y la tensión de umbral (es decir., VVOV ≡ VGS - Vth). La tensión de sobrecarga (a veces conocida como tensión efectiva) se elige habitualmente a unos 70-200 mV para el nodo tecnológico 65 nm (ID ≈ 1.13 mA/μm de ancho) para un gm de 11–32 mS/μm.: p. 300, Table 9.2 : p. 15, §0127 
Además, la transconductancia de la unión FET viene dada por {\displaystyle g_{m}={\frac {2I_{DSS}}{\left|{V_{P}}\right|}}\left({1-{\frac {V_{GS}}{V_{P}}}}\right)}, donde VP es la tensión de pinchoff y IDSS es la corriente de drenaje máxima.
Tradicionalmente, la transconductancia para el FET y el MOSFET, tal como se indica en las ecuaciones anteriores, se deriva de la ecuación de transferencia de cada dispositivo, utilizando cálculo. Sin embargo, Cartwright ha demostrado que esto se puede hacer sin cálculo.

### Transistores bipolares
El gm de transistores de señal pequeña bipolares varía ampliamente, siendo proporcional a la corriente del colector. Tiene un rango típico de 1 a 400 milisiemens. El cambio de voltaje de entrada se aplica entre la base/emisor y la salida es el cambio en la corriente del colector que fluye entre el colector/emisor con un voltaje constante del colector/emisor.
La transconductancia para el transistor bipolar puede expresarse como
{\displaystyle g_{m}={\frac {I_{C}}{V_{T}}}}
donde IC = corriente continua de colector en el punto Q, y "VT" = tensión térmica, normalmente unos 26 mV a temperatura ambiente. Para una corriente típica de 10 mA, gm ≈ 385 mS.
La conductancia de salida (colector) es determinada por el efecto Early y es proporcional a la corriente del colector. Para la mayoría de los transistores en funcionamiento lineal está muy por debajo de 100 µS.

## Amplificadores

### Amplificadores de transconductancia
Un amplificador de transconductancia (gm) emite una corriente proporcional a su tensión de entrada. En análisis de red, el amplificador de transconductancia se define como una fuente de corriente controlada por tensión (VCCS) . Es común ver estos amplificadores instalados en una configuración cascode, lo que mejora la respuesta de frecuencia.

### Amplificadores de transresistencia
Un amplificador de transresistencia emite una tensión proporcional a su corriente de entrada. El amplificador de resistencia a menudo se conoce como amplificador de transimpedancia, especialmente por los fabricantes de semiconductores.
El término para un amplificador de transistencias en el análisis de redes es fuente de tensión controlada por corriente (CCVS).
Un amplificador básico de transistencias de inversión se puede construir a partir de un amplificador operacional y una sola resistencia. Simplemente conecte la resistencia entre la salida y la entrada invertisora del amplificador operacional y conecte la entrada no inversora a tierra. La tensión de salida será entonces proporcional a la corriente de entrada en la entrada de inversión, disminuyendo con el aumento de la corriente de entrada y viceversa.  
Los amplificadores especializados en transistencias de chip (transimpedancia) son ampliamente utilizados para amplificar la corriente de señal de los fotodiodos en el extremo receptor de los enlaces de fibra óptica de ultra alta velocidad.

### Amplificador de transconductancia variable
Un Amplificador de transconductancia variable (OTA de sus siglas en inglés:Operational Transconductance Amplifier) es un circuito integrado que puede funcionar como un amplificador de transconductancia. Estos normalmente tienen una entrada que permite controlar la transconductancia.